# Список глав правительства Венгрии
Премье́р-мини́стр Ве́нгрии (венг. Magyarország kormányfője (Miniszterelnök)) — глава правительства Венгрии. Избирается парламентом по предложению президента республики. Премьер-министром назначается лидер партии, получившей на выборах большинство мест в парламенте либо партии, способной сформировать парламентскую коалицию.
Должность главы правительства Венгрии была учреждена в 1848 году. 17 марта 1848 года король Фердинанд V назначил Лайоша Баттьяни первым премьер-министром страны. Занимающий пост в настоящее время Виктор Орбан вступил в должность 29 мая 2010 года. В 2023 году он заявил о стремлении сохранить руководство правительством до 2034 года.

## Венгерская революция (1848—1849)
Венгерская революция 1848—1849 годов представляла собой локальную версию общеевропейской революции, осложнённую острым кризисом Австрийской империи и ростом национального самосознания венгров.

### Венгерское королевство в составе Австрийской империи (1848—1849)
17 марта 1848 года король Фердинанд V (император Фердинанд I Австрийский) расширил автономию Венгрии и назначил графа Лайоша Баттяни первым её премьер-министром. На следующий день Государственное собрание Венгрии утвердило комплекс реформ, которые 11 апреля 1848 года были утверждены королём. Страна стала конституционной монархией; Фердинанд V сохранил за собой право объявления войны и заключения мира, а также назначения высших должностных лиц Венгерского королевства, но фактическая власть перешла к национальному правительству, ответственному перед парламентом.
11 сентября 1848 года Баттяни подал в отставку, принятую Государственным советом 2 октября 1848 года, после чего полнота власти перешла к созданному 16 сентября 1848 года Комитету национальной обороны во главе с Лайошем Кошутом. 3 октября 1848 года Фердинанд V в противовес революционным властям Венгрии назначил премьер-министром барона Адама Речеи, попытки которого утвердить свои полномочия в венгерском парламенте были безрезультатны и прекращены 7 октября 1848 года.
2 декабря 1848 года Фердинанд отрёкся от австрийского императорского престола, на который взошёл его племянник Франц-Иосиф I, однако венгерский парламент сохранил венгерскую корону за Фердинандом. После получения в Венгрии прокламации Франца-Иосифа I о введении в империи единой конституции, восстановившей абсолютистскую власть Габсбург-Лотарингского дома и резко снизившей статус и сократившей территорию венгерских земель, 14 апреля 1849 года парламент Венгрии принял декларацию о независимости и низложил правящую династию.
|        | Портрет | Имя (годы жизни)                                      | Полномочия     | Полномочия     | Партия                                                   | Выборы | Кабинет                      | Пр.           |
| Начало | Портрет | Имя (годы жизни)                                      | Окончание      |                | Партия                                                   | Выборы | Кабинет                      | Пр.           |
| ------ | ------- | ----------------------------------------------------- | -------------- | -------------- | -------------------------------------------------------- | ------ | ---------------------------- | ------------- |
| 1      |         | граф Лайош Баттьяни (1807—1849) венг. Batthyány Lajos | 17 марта 1848  | 2 октября 1848 | Оппозиционная партия в коалиции с Консервативной партией | 1848   | Баттьяни                     | [ 9 ]         |
| —      |         | барон Адам Речеи (1775—1852) венг. Récsey Ádám        | 3 октября 1848 | 7 октября 1848 | независимый                                              |        | —                            | [ 10 ]        |
| 2      |         | Лайош Кошут (1802—1894) венг. Kossuth Lajos           | 2 октября 1848 | 14 апреля 1849 | Оппозиционная партия                                     |        | Комитет национальной обороны | [ 11 ] [ 12 ] |

### Венгерское государство (1849)
14 апреля 1849 года парламент Венгрии принял декларацию о независимости и низложил Габсбург-Лотарингский дом. Лайош Кошут, возглавляющий Комитет национальной обороны, был провозглашён президент-губернатором (венг. kormányzó-elnökké), главой Венгерского государства, после чего Комитет де-факто прекратил свою деятельность. 2 мая 1849 года президент-губернатор назначил премьер-министром Берталана Семере, который на фоне военного поражения революционных сил от императорской армии (поддержанной российским экспедиционным корпусом) 11 августа 1849 года ушёл в отставку, — перед тем назначив военным и гражданским диктатором генерала Артура Гёргея, который 13 августа 1849 года подписал капитуляцию революционной армии.
После подавления революции был восстановлен статус Венгерского королевства как части Австрийской империи в соответствии с Прагматической санкцией 1723 года.
|        | Портрет | Имя (годы жизни) | Полномочия      | Полномочия      | Партия               | Кабинет                      | Пр.           |
| Начало | Портрет | Имя (годы жизни) | Окончание       |                 | Партия               | Кабинет                      | Пр.           |
| ------ | ------- | --- | --------------- | --------------- | -------------------- | ---------------------------- | ------------- |
| (2)    |         | Лайош Кошут (1802—1894) венг. Kossuth Lajos                                                                                     | 14 апреля 1849  | 1 мая 1849      | Оппозиционная партия | Комитет национальной обороны | [ 11 ] [ 12 ] |
| 3      |         | Берталан Семере (1812—1869) венг. Szemere Bertalan                                                                              | 2 мая 1849      | 11 августа 1849 | Оппозиционная партия | Семере                       | [ 13 ]        |
| —      |         | генерал Артур Гёргей (1818—1916) венг. Görgei Artúr урожд. Йоханнес Артур Вольдемар Гёргай нем. Johannes Arthur Woldemár Görgey | 11 августа 1849 | 13 августа 1849 | независимый          | —                            | [ 14 ]        |

## Земли короны Святого Иштвана (1867—1918)
Австро-венгерское соглашение, заключённое 15 марта 1867 года между австрийским императором Францем Иосифом I и представителями венгерского национального движения во главе с Ференцем Деаком, преобразовало Австрийскую империю в дуалистическую монархию — Австро-Венгрию. Соглашением предусматривалось предоставление венгерской части государства полной самостоятельности во внутренних делах при сохранении на уровне общеимперского правительства лишь вопросов внешней, военно-морской и финансовой политики.
В венгерскую часть империи вошли объединённые личной унией Земли короны Святого Иштвана (венг. Szent István Koronájának Országai, сербохорв. Zemlje krune Svetog Stjepana), включавшие в себя помимо Венгерского королевства земли Триединого королевства (собственно Хорватии, Славонии и Далмации), а фактически — только Королевства Хорватия и Славония, поскольку Королевство Далмация осталось в австрийской части империи.
Политическое устройство земель регулировалось венгерско-хорватским соглашением, которое было утверждено императором 12 ноября 1868 года. «Триединое королевство» признавалось землями венгерской короны с сохранением самоуправления в делах административных, школьных, судебных и церковных. Исполнительной властью для земель являлись венгерские министерства (предусмотренные соглашением хорватско-славонские отделы в совместных министерствах вскоре прекратили существование).
Венгерский премьер-министр (министр-президент) в Землях короны Святого Иштвана был назначен 17 февраля 1867 года в процессе подготовки австро-венгерского соглашения.
24 октября 1918 года антигабсбургская оппозиция образовала Венгерский национальный совет, который стал играть роль параллельного парламента. 31 октября 1918 года была провозглашена независимость Королевства Венгрия. 11 ноября 1918 года император Австрии Карл I декларировал, что «отстраняется от управления государством» (но не отрекается от престола), однако на следующий день Рейхсрат упразднил монархию, что означало разрыв австро-венгерской унии. 13 ноября 1918 года Карл I (как венгерский король Карой IV) декларировал своё самоустранение от управления и Венгрией. 16 ноября 1918 года Государственное Собрание упразднило монархию и провозгласило Венгерскую Народную Республику, временным главой которой, опирающимся на Венгерский национальный совет, стал премьер-министр граф Михай Каройи.
|          | Портрет | Имя (годы жизни)                                                                         | Полномочия      | Полномочия      | Партия | Выборы             | Кабинет             | Пр.           |
| Начало   | Портрет | Имя (годы жизни)                                                                         | Окончание       |                 | Партия | Выборы             | Кабинет             | Пр.           |
| -------- | ------- | ---------------------------------------------------------------------------------------- | --------------- | --------------- | --- | ------------------ | ------------------- | ------------- |
| 4        |         | граф Дьюла Андраши (1823—1890) венг. Andrássy Gyula                                      | 17 февраля 1867 | 14 ноября 1871  | Партия Деака | 1865               | Андраши             | [ 16 ] [ 17 ] |
| 4        | 1869    | граф Дьюла Андраши (1823—1890) венг. Andrássy Gyula                                      | 17 февраля 1867 | 14 ноября 1871  | Партия Деака |                    | Андраши             | [ 16 ] [ 17 ] |
| 5        |         | граф Меньхерт Лоньяи (1823—1884) венг. Lónyay Menyhért                                   | 14 ноября 1871  | 4 декабря 1872  | Партия Деака | Лоньяи             | [ 18 ] [ 19 ]       |               |
| 5        | 1872    | граф Меньхерт Лоньяи (1823—1884) венг. Lónyay Menyhért                                   | 14 ноября 1871  | 4 декабря 1872  | Партия Деака | Лоньяи             | [ 18 ] [ 19 ]       |               |
| 6        |         | Йожеф Слави (1818—1900) венг. Szlávy József                                              | 4 декабря 1872  | 21 марта 1874   | Партия Деака | Слави              | [ 20 ]              |               |
| 7        |         | Иштван Битто (1822—1903) венг. Bittó István                                              | 21 марта 1874   | 2 марта 1875    | Партия Деака в коалиции с Партией левого центра | Битто              | [ 21 ]              |               |
| 8        |         | барон Бела Венкхайм (1811—1879) венг. Wenckheim Béla                                     | 2 марта 1875    | 20 октября 1875 | Либеральная партия | Венкхайм           | [ 22 ]              |               |
| 9        |         | Кальман Тиса (1830—1902) венг. Tisza Kálmán                                              | 20 октября 1875 | 13 марта 1890   | Либеральная партия | 1875               | К. Тиса             | [ 23 ] [ 24 ] |
| 9        | 1878    | Кальман Тиса (1830—1902) венг. Tisza Kálmán                                              | 20 октября 1875 | 13 марта 1890   | Либеральная партия |                    | К. Тиса             | [ 23 ] [ 24 ] |
| 9        | 1881    | Кальман Тиса (1830—1902) венг. Tisza Kálmán                                              | 20 октября 1875 | 13 марта 1890   | Либеральная партия |                    | К. Тиса             | [ 23 ] [ 24 ] |
| 9        | 1884    | Кальман Тиса (1830—1902) венг. Tisza Kálmán                                              | 20 октября 1875 | 13 марта 1890   | Либеральная партия |                    | К. Тиса             | [ 23 ] [ 24 ] |
| 9        | 1887    | Кальман Тиса (1830—1902) венг. Tisza Kálmán                                              | 20 октября 1875 | 13 марта 1890   | Либеральная партия |                    | К. Тиса             | [ 23 ] [ 24 ] |
| 10       |         | граф Дьюла Сапари (1832—1905) венг. Szapáry Gyula                                        | 13 марта 1890   | 17 ноября 1892  | Либеральная партия | Сапари             | [ 25 ]              |               |
| 10       | 1892    | граф Дьюла Сапари (1832—1905) венг. Szapáry Gyula                                        | 13 марта 1890   | 17 ноября 1892  | Либеральная партия | Сапари             | [ 25 ]              |               |
| 11 (I)   |         | Шандор Векерле (1848—1921) венг. Sándor Wekerle                                          | 17 ноября 1892  | 16 января 1895  | Либеральная партия | Векерле (I)        | [ 26 ] [ 27 ]       |               |
| 12       |         | барон Дежё Банфи (1843—1911) венг. Dezső Bánffy                                          | 16 января 1895  | 27 февраля 1899 | Либеральная партия | Банфи              | [ 28 ]              |               |
| 12       | 1896    | барон Дежё Банфи (1843—1911) венг. Dezső Bánffy                                          | 16 января 1895  | 27 февраля 1899 | Либеральная партия | Банфи              | [ 28 ]              |               |
| 13       |         | Кальман Селль (1843—1915) венг. Széll Kálmán                                             | 27 февраля 1899 | 28 июня 1903    | Либеральная партия | Селль              | [ 29 ] [ 30 ]       |               |
| 13       | 1901    | Кальман Селль (1843—1915) венг. Széll Kálmán                                             | 27 февраля 1899 | 28 июня 1903    | Либеральная партия | Селль              | [ 29 ] [ 30 ]       |               |
| 14 (I)   |         | граф Карой Куэн-Хедервари (1849—1918) венг. Khuen-Héderváry Károly                       | 28 июня 1903    | 3 ноября 1903   | Либеральная партия | Куэн-Хедервари (I) | [ 31 ] [ 32 ]       |               |
| 15 (I)   |         | граф Иштван Тиса (1861—1918) венг. István Tisza                                          | 3 ноября 1903   | 18 июня 1905    | Либеральная партия | И. Тиса (I)        | [ 33 ] [ 34 ]       |               |
| 16       |         | барон Геза Фейервари (1833—1914) венг. Fejérváry Géza                                    | 18 июня 1905    | 8 апреля 1906   | независимый с участием Либеральной партии | 1905               | Фейервари           | [ 35 ] [ 36 ] |
| 11 (II)  |         | Шандор Векерле (1848—1921) венг. Sándor Wekerle                                          | 8 апреля 1906   | 18 января 1910  | Национальная конституционная партия в коалиции с Партией независимости и 48-го года и Католической народной партией | 1906               | Векерле (II)        | [ 26 ] [ 27 ] |
| 14 (II)  |         | граф Карой Куэн-Хедервари (1849—1918) венг. Khuen-Héderváry Károly                       | 18 января 1910  | 22 апреля 1912  | Национальная рабочая партия | 1910               | Куэн-Хедервари (II) | [ 31 ] [ 32 ] |
| 17       |         | Ласло Лукач (1850—1932) венг. László Lukács                                              | 22 апреля 1912  | 10 июня 1913    | Национальная рабочая партия | 1910               | Лукач               | [ 37 ]        |
| 15 (I)   |         | граф Иштван Тиса (1861—1918) венг. István Tisza                                          | 10 июня 1913    | 15 июня 1917    | Национальная рабочая партия | 1910               | И. Тиса (II)        | [ 33 ]        |
| 18       |         | граф Мориц Эстерхази (1881—1960) венг. Esterházy Móric                                   | 15 июня 1917    | 21 августа 1917 | независимый с участием Национальной конституционной партии, Национальной рабочей партии, Гражданской демократической партии, Партии независимости и 48-го года, Партии независимости и 48-го года (Каройи) и Католической народной партии                                        | 1910               | Эстерхази           | [ 38 ] [ 39 ] |
| 11 (III) |         | Шандор Векерле (1848—1921) венг. Sándor Wekerle                                          | 21 августа 1917 | 30 октября 1918 | Национальная конституционная партия → Конституционная партия 48-го года в коалиции с Национальной рабочей партии, Гражданской демократической партии, Объединённой партией независимости и 48-го года, Партии независимости и 1848 года (Каройи) и Католической народной партией | 1910               | Векерле (III)       | [ 26 ] [ 27 ] |
|          |         | Шандор Векерле (1848—1921) венг. Sándor Wekerle                                          | 21 августа 1917 | 30 октября 1918 | Национальная конституционная партия → Конституционная партия 48-го года в коалиции с Национальной рабочей партии, Гражданской демократической партии, Объединённой партией независимости и 48-го года, Партии независимости и 1848 года (Каройи) и Католической народной партией | 1910               | Векерле (III)       | [ 26 ] [ 27 ] |
| 19       |         | граф Янош Келемен Бела Хадик (1863—1933) венг. Hadik János Kelemen Béla                  | 30 октября 1918 | 31 октября 1918 | Национальная конституционная партия → Конституционная партия 48-го года в коалиции с Национальной рабочей партии, Гражданской демократической партии, Объединённой партией независимости и 48-го года, Партии независимости и 1848 года (Каройи) и Католической народной партией | 1910               | Хадик               | [ 40 ]        |
| 20       |         | граф Михай Адам Дьёрдь Миклош Каройи (1875—1955) венг. Károlyi Mihály Ádám György Miklós | 31 октября 1918 | 16 ноября 1918  | Партия независимости и 48-го года (Каройи) в коалиции с Гражданской радикальной партией и Социал-демократической партией Венгрии | 1910               | Каройи              | [ 41 ] [ 42 ] |

## Республиканские правительства (1918—1920)
В период Распада Австро-Венгрии и последующего становления независимого венгерского государства существовало несколько, в том числе противоборствующих, республиканских политических режимов (во-первых, Венгерская Народная Республика с 16 ноября 1918 года по 21 марта 1919 года; во-вторых, Венгерская Советская Республика с 21 марта 1919 года по 6 августа 1919 года; в третьих, противостоящие ей контрреволюционные правительства, находившиеся на свободных от румынской оккупации территориях с 5 мая 1919 года по 12 августа 1919 года; в четвёртых, Венгерская Республика в условиях румынской оккупации с 7 августа 1919 года по 15 марта 1920 года).
Республиканский период был завершён 29 февраля 1920 года восстановлением Королевства Венгрия под управлением регента, вице-адмирала Миклоша Хорти.

### Венгерская Народная Республика (1918—1919)
Венгерская Народная Республика (венг. Magyar Népköztársaság) была провозглашена 16 ноября 1918 года, её временным главой стал премьер-министр граф Михай Каройи. После его избрания президентом республики, правительство возглавил Денеш Беринкеи, однако 21 марта 1919 года Социал-демократическая партия Венгрии и Партия коммунистов Венгрии объединились в Венгерскую социалистическую партию, получив большинство в Будапештском рабоче-солдатском совете, который в тот же день упразднил действовавшие параллельно Государственный совет и Венгерский национальный совет и провозгласил Венгерскую Советскую Республику.
|        | Портрет        | Имя (годы жизни)                                                                         | Полномочия     | Полномочия | Партия | Кабинет   | Пр.           |
| Начало | Портрет        | Имя (годы жизни)                                                                         | Окончание      | | Партия | Кабинет   | Пр.           |
| ------ | -------------- | ---------------------------------------------------------------------------------------- | -------------- | --- | --- | --------- | ------------- |
| (20)   |                | граф Михай Адам Дьёрдь Миклош Каройи (1875—1955) венг. Károlyi Mihály Ádám György Miklós | 16 ноября 1918 | 11 января 1919 | Партия независимости и 1848 года (Каройи) в коалиции с Гражданской радикальной партией и Социал-демократической партией Венгрии | М. Каройи | [ 41 ] [ 42 ] |
| и. о.  |                | Денеш Беринкеи (1871—1948) венг. Berinkey Dénes                                          | 11 января 1919 | 19 января 1919 | Гражданская радикальная партия в коалиции с Партией независимости и 1848 года (Каройи) и Социал-демократической партией Венгрии | М. Каройи | [ 43 ]        |
| 21     | 19 января 1919 | Денеш Беринкеи (1871—1948) венг. Berinkey Dénes                                          | 21 марта 1919  | Гражданская радикальная партия в коалиции с Партией независимости и 1848 года (Каройи), Социал-демократической партией Венгрии и Национальной партией мелких хозяев и аграрных рабочих | Беринкеи |           | [ 43 ]        |

### Венгерская Советская Республика (1919)
Венгерская Советская Республика (дословно — Советская Республика в Венгрии, венг. Magyarországi Tanácsköztársaság) — политический режим, провозглашённый 21 марта 1919 года и прекративший существование 6 августа 1919 года после военного поражения Красной армии от войск королевской Румынии.
Во главе советского государства стоял Центральный исполнительный комитет (венг. Központi Intéző Bizottság), постоянный орган Государственного собрания Советов (венг. Tanácsok Országos Gyűlése). Исполнительным органом был Революционный Совет управляющих (венг. Forradalmi Kormányzótanács), председателем которого являлся Шандор Гарбаи (однако фактической властью обладал народный комиссар иностранных дел Бела Кун).
23 июня 1919 года Государственное собрание Советов утвердило конституцию Венгерской Социалистической Федеративной Советской Республики (венг. Magyarországi Szocialista Szövetséges Tanácsköztársaság), что было обусловлено стремлением распространить советскую власть на все территории, входившие в венгерское королевство (это было частично реализовано созданием Словацкой Советской Республики). В связи с этим советские органы стали называться Федеральный центральный исполнительный комитет (венг. Szövetséges Központi Intéző Bizottság) и Федеральное Государственное собрание Советов (венг. Szövetséges Tanácsok Országos Gyűlése). 24 июня 1919 года был утверждён новый состав Революционного Совета управляющих, заместителем председателя и его фактическим руководителем при номинальном председательстве Шандора Гарбаи стал Антал Довчак.
2 августа 1919 года Бела Кун и большинство членов правительства бежали в Австрию. Накануне Будапештским Советом рабочих депутатов при поддержке представителей Антанты было избрано новое правительство во главе с Дьюлой Пейдлем, действовавшее до 6 августа 1919 года (4 августа 1919 года в Будапешт были введены румынские войска).
|        | Портрет | Имя (годы жизни)                              | Полномочия     | Полномочия     | Партия                                                                                           | Кабинет                         | Пр.    |
| Начало | Портрет | Имя (годы жизни)                              | Окончание      |                | Партия                                                                                           | Кабинет                         | Пр.    |
| ------ | ------- | --------------------------------------------- | -------------- | -------------- | ------------------------------------------------------------------------------------------------ | ------------------------------- | ------ |
| 19     |         | Шандор Гарбаи (1879—1947) венг. Garbai Sándor | 21 марта 1919  | 1 августа 1919 | Венгерская социалистическая партия → Венгерская социалистическая-коммунистическая рабочая партия | Революционный Совет управляющих | [ 44 ] |
| и. о.  |         | Антал Довчак (1879—1962) венг. Dovcsák Antal  | 24 июня 1919   | 1 августа 1919 | Венгерская социалистическая партия → Венгерская социалистическая-коммунистическая рабочая партия | Революционный Совет управляющих | [ 45 ] |
| 20     |         | Дьюла Пейдль (1873—1943) венг. Peidl Gyula    | 1 августа 1919 | 6 августа 1919 | Социал-демократическая партия Венгрии                                                            | Пейдль                          | [ 46 ] |

### Контрреволюционные правительства (1919)
Контрреволюционные правительства были созданы в результате деятельности антикоммунистических сил по противодействию провозглашённой 21 марта 1919 года Венгерской Советской Республике. 12 апреля 1919 года в Вене ими был сформирован Антибольшевистский комитет (называвшийся также «Национальный комитет»), а 5 мая 1919 года в городе Арад (на территории современной Румынии) было создано первое правительство под руководством графа Дьюлы Каройи с участием членов этого комитета. Большинство членов первого правительства были захвачены и интернированы продвигающейся румынской армией. Дьюла Кароли и некоторые другие его члены бежали в оккупированный французской армией город Сегед на юге Венгрии, где 31 мая 1919 года сформировали новое правительство (6 июня 1919 года его состав был изменён). Наконец, 12 июля 1919 года было сформировано новое правительство во главе с Дежё Паттантьюш-Абрахамом, названное «национальным».
Контрреволюционные правительства в историографии обычно называются по месту их работы (арадское, сегедские), юридически они не были легитимны (в отличие от легитимного советского Революционного Совета управляющих). После переговоров правительство в Сегеде 12 августа 1919 года признало созданное в Будапеште под эгидой стран Антанты Правительство Иштвана Фридриха.
|           | Портрет     | Имя (годы жизни)                                                   | Полномочия   | Полномочия      | Партия      | Кабинет                          | Пр.           |
| Начало    | Портрет     | Имя (годы жизни)                                                   | Окончание    |                 | Партия      | Кабинет                          | Пр.           |
| --------- | ----------- | ------------------------------------------------------------------ | ------------ | --------------- | ----------- | -------------------------------- | ------------- |
| А (I—III) |             | граф Дьюла Каройи (1871—1947) венг. Károlyi Gyula                  | 5 мая 1919   | 31 мая 1919     | независимый | Контрреволюционные правительства | [ 47 ] [ 48 ] |
| А (I—III) | 31 мая 1919 | граф Дьюла Каройи (1871—1947) венг. Károlyi Gyula                  | 6 июня 1919  |                 | независимый | Контрреволюционные правительства | [ 47 ] [ 48 ] |
| А (I—III) | 6 июня 1919 | граф Дьюла Каройи (1871—1947) венг. Károlyi Gyula                  | 12 июля 1919 |                 | независимый | Контрреволюционные правительства | [ 47 ] [ 48 ] |
| Б         |             | Дежё Паттантьюш-Абрахам (1875—1977) венг. Pattantyús-Ábrahám Dezső | 12 июля 1919 | 12 августа 1919 | независимый | Контрреволюционные правительства | [ 49 ] [ 50 ] |

### Первая Венгерская Республика (1919—1920)
Венгерской Республикой (Первой Венгерской Республикой) в историографии принято называть политический режим, существовавший в условиях румынской оккупации, направленный на восстановление в Венгрии статус-кво по состоянию на октябрь 1918 года. Формально считалось, что восстановлена Венгерская Народная Республика, провозглашённая 16 ноября 1918 года.
6 августа 1919 года Иштван Фридрих бескровно сместил социал-демократическое правительство Дьюлы Пейдля при поддержке румынской армии. На следующий день эрцгерцог Йозеф Август объявил себя «регентом Венгрии» (сложил полномочия 23 августа 1919 года) и назначил Иштвана Фридриха премьер-министром. 24 ноября 1919 года под давлением Антанты его сменил Карой Хусар.
29 февраля 1920 года парламент восстановил венгерскую монархию, однако отложил избрание короля до прекращения гражданских беспорядков, назначив регентом вице-адмирала Миклоша Хорти.
|        | Портрет         | Имя (годы жизни)                                  | Полномочия      | Полномочия | Партия | Кабинет | Пр.           |
| Начало | Портрет         | Имя (годы жизни)                                  | Окончание       | | Партия | Кабинет | Пр.           |
| ------ | --------------- | ------------------------------------------------- | --------------- | --- | --- | ------- | ------------- |
| 21     |                 | Иштван Фридрих (1883—1951) венг. Friedrich István | 7 августа 1919  | 30 августа 1919 | независимый с участием Национальной партии мелких хозяев и аграрных рабочих | Фридрих | [ 54 ] [ 55 ] |
|        | 30 августа 1919 | Иштван Фридрих (1883—1951) венг. Friedrich István | 25 октября 1919 | Христианская национальная партия в коалиции с Национальной партией мелких хозяев и аграрных рабочих и Христианско-социальной экономической партией | | Фридрих | [ 54 ] [ 55 ] |
|        | 25 октября 1919 | Иштван Фридрих (1883—1951) венг. Friedrich István | 24 ноября 1919  | Партия христианского национального единства в коалиции с Национальной партией мелких хозяев и аграрных рабочих                                     | | Фридрих | [ 54 ] [ 55 ] |
| 22     |                 | Карой Хусар (1882—1941) венг. Huszár Károly       | 24 ноября 1919  | 29 февраля 1920 | Партия христианского национального единства в коалиции с Национальной партией мелких хозяев и аграрных рабочих, Национальной демократической гражданской партией, Национальной либеральной партией и, до 16 января 1920 года, с Интернациональной социал-демократической партией | Хусар   | [ 56 ] [ 57 ] |

## Королевство Венгрия (1920—1946)

### Регентство Миклоша Хорти (1920—1944)
29 февраля 1920 года парламент восстановил венгерскую монархию, однако отложил избрание короля до прекращения гражданских беспорядков, назначив регентом вице-адмирала Миклоша Хорти. Несмотря на то, что первоначально регент представлял Габсбург-Лотарингский дом и конкретно короля Кароя IV (венг. IV. Károly), регент не поддержал попытки короля вернуться в Венгрию, поскольку Чехословакия и Королевство Словенцев, Хорватов и Сербов уведомили его, что расценят реставрацию Габсбургов как основание для вооружённого вторжения.
21 октября 1921 года Карой IV предпринял попытку вернуться на трон при помощи военного отряда, но потерпел поражение и бежал 26 октября 1921 года. В течение этого периода им было назначено «Правительство противников» во главе с Иштваном Раковски, противостоящее правительству графа Иштвана Бетлена. Вскоре, 6 ноября 1920 года, парламент аннулировал Прагматическую санкцию 1723 года, предоставлявшую королевский трон представителям Габсбург-Лотарингского дома, что позволило сохранять режим регента Миклоша Хорти неопределённое время.
В марте 1944 года регент дал согласие на ввод в Венгрию немецких войск, но при приближении советских войск сместил 29 августа 1944 года прогерманское правительство генерал-полковника Дёме Стояи и назначил премьер-министром генерал-полковника витязя Гезу Лакатоша, который 15 октября 1944 года объявил о перемирии со странами Антигитлеровской коалиции. Однако вывести страну из войны Миклошу Хорти не удалось: на следующий день его сын был похищен отрядом СС и взят в заложники, а в Будапеште произошёл поддержанный Германией государственный переворот, в результате которого регент передал власть лидеру прогерманской партии «Скрещённые стрелы» Ференцу Салаши, а сам с семьёй был вывезен в Баварию и помещён под домашний арест.
|         | Портрет         | Имя (годы жизни) | Полномочия      | Полномочия | Партия | Выборы      | Кабинет              | Пр.                  |
| Начало  | Портрет         | Имя (годы жизни) | Окончание       | | Партия | Выборы      | Кабинет              | Пр.                  |
| ------- | --------------- | --- | --------------- | --- | --- | ----------- | -------------------- | -------------------- |
| (22)    |                 | Карой Хусар (1882—1941) венг. Huszár Károly                                                                           | 29 февраля 1920 | 15 марта 1920 | Партия христианского национального единства в коалиции с Национальной партией мелких хозяев и аграрных рабочих, Национальной демократической гражданской партией и Национальной либеральной партией |             | Хусар                | [ 56 ] [ 57 ]        |
| 23      |                 | Шандор Шимоньи-Шемадам (1864—1946) венг. Simonyi-Semadam Sándor                                                       | 15 марта 1920   | 19 июля 1920 | Партия христианского национального единства в коалиции с Национальной партией мелких хозяев и аграрных рабочих                                                                                      | 1920        | Шимоньи-Шемадам      | [ 58 ] [ 59 ]        |
| 24 (I)  |                 | граф Пал Янош Эде Телеки (1879—1941) венг. Teleki Pál János Ede                                                       | 19 июля 1920    | 14 апреля 1921 | Партия христианского национального единства в коалиции с Национальной партией мелких хозяев и аграрных рабочих                                                                                      | 1920        | Телеки (I)           | [ 60 ] [ 61 ] [ 62 ] |
| 25      |                 | граф Иштван Бетлен (1874—1946) венг. Bethlen István                                                                   | 14 апреля 1921  | 2 февраля 1922 | Партия христианского национального единства в коалиции с Национальной партией мелких хозяев и аграрных рабочих                                                                                      | 1920        | Бетлен               | [ 63 ] [ 64 ]        |
|         | 2 февраля 1922  | граф Иштван Бетлен (1874—1946) венг. Bethlen István                                                                   | 24 августа 1931 | Христианская партия мелких хозяев, аграрных рабочих и граждан с 1930 года в коалиции с Христианской экономической и социальной партией | | 1920        | Бетлен               | [ 63 ] [ 64 ]        |
| 1922    | 2 февраля 1922  | граф Иштван Бетлен (1874—1946) венг. Bethlen István                                                                   | 24 августа 1931 | Христианская партия мелких хозяев, аграрных рабочих и граждан с 1930 года в коалиции с Христианской экономической и социальной партией | |             | Бетлен               | [ 63 ] [ 64 ]        |
| 1926    | 2 февраля 1922  | граф Иштван Бетлен (1874—1946) венг. Bethlen István                                                                   | 24 августа 1931 | Христианская партия мелких хозяев, аграрных рабочих и граждан с 1930 года в коалиции с Христианской экономической и социальной партией | |             | Бетлен               | [ 63 ] [ 64 ]        |
| 1931    | 2 февраля 1922  | граф Иштван Бетлен (1874—1946) венг. Bethlen István                                                                   | 24 августа 1931 | Христианская партия мелких хозяев, аграрных рабочих и граждан с 1930 года в коалиции с Христианской экономической и социальной партией | |             | Бетлен               | [ 63 ] [ 64 ]        |
| 26      |                 | граф Дьюла Каройи (1871—1947) венг. Károlyi Gyula                                                                     | 24 августа 1931 | 1 октября 1932 | Христианская партия мелких хозяев, аграрных рабочих и граждан до 16 ноября 1931 года в коалиции с Христианской экономической и социальной партией                                                   | Д. Каройи   | [ 47 ] [ 48 ]        |                      |
| 27      |                 | витязь Дьюла Гёмбёш (1886—1936) венг. Gömbös Gyula                                                                    | 1 октября 1932  | 6 октября 1936 | Христианская партия мелких хозяев, аграрных рабочих и граждан → Партия национального единства | Гёмбёш      | [ 65 ] [ 66 ]        |                      |
| 27      | 1935            | витязь Дьюла Гёмбёш (1886—1936) венг. Gömbös Gyula                                                                    | 1 октября 1932  | 6 октября 1936 | Христианская партия мелких хозяев, аграрных рабочих и граждан → Партия национального единства | Гёмбёш      | [ 65 ] [ 66 ]        |                      |
| и. о.   |                 | Кальман Дараньи (1886—1939) венг. Darányi Kálmán                                                                      | 6 октября 1936  | 12 октября 1936 | Партия национального единства | Гёмбёш      | [ 67 ] [ 68 ]        |                      |
| 28      | 12 октября 1936 | Кальман Дараньи (1886—1939) венг. Darányi Kálmán                                                                      | 14 мая 1938     | Дараньи | Партия национального единства |             | [ 67 ] [ 68 ]        |                      |
| 29      |                 | витязь Бела Имреди (1891—1946) венг. Imrédy Béla                                                                      | 14 мая 1938     | 16 февраля 1939 | Партия национального единства → Партия венгерской жизни с 15 ноября 1938 года в коалиции с Объединённой венгерской партией                                                                          | Имреди      | [ 69 ] [ 70 ]        |                      |
| 24 (II) |                 | граф Пал Янош Эде Телеки (1879—1941) венг. Teleki Pál János Ede                                                       | 16 февраля 1939 | 3 апреля 1941 | Партия венгерской жизни до 1 апреля 1940 года в коалиции с Объединённой венгерской партией | Телеки (II) | [ 60 ] [ 61 ] [ 62 ] |                      |
| 24 (II) | 1939            | граф Пал Янош Эде Телеки (1879—1941) венг. Teleki Pál János Ede                                                       | 16 февраля 1939 | 3 апреля 1941 | Партия венгерской жизни до 1 апреля 1940 года в коалиции с Объединённой венгерской партией | Телеки (II) | [ 60 ] [ 61 ] [ 62 ] |                      |
| и. о.   |                 | витязь Ференц Керестеш-Фишер (1881—1948) венг. Keresztes-Fischer Ferenc                                               | 3 апреля 1941   | 3 апреля 1941 | Партия венгерской жизни | Телеки (II) | [ 71 ]               |                      |
| 30      |                 | Ласло Бардоши (1890—1946) венг. Bárdossy László                                                                       | 3 апреля 1941   | 7 марта 1942 | независимый с участием Партии венгерской жизни | Бардоши     | [ 72 ] [ 73 ]        |                      |
| и. о.   |                 | витязь Ференц Керестеш-Фишер (1881—1948) венг. Keresztes-Fischer Ferenc                                               | 7 марта 1942    | 9 апреля 1942 | Партия венгерской жизни | Бардоши     | [ 71 ]               |                      |
| 31      |                 | Миклош Каллаи (1887—1967) венг. Kállay Miklós                                                                         | 9 апреля 1942   | 22 марта 1944 | Партия венгерской жизни | Каллаи      | [ 74 ] [ 75 ]        |                      |
| 32      |                 | генерал-полковник Дёме Стояи (1883—1946) венг. Sztójay Döme урожд. Димитрие Стоякович сербохорв. Димитрије Стојаковић | 22 марта 1944   | 29 августа 1944 | независимый с участием Партии венгерской жизни и Партии венгерского возрождения | Стояи       | [ 76 ]               |                      |
| 33      |                 | генерал-полковник, витязь Геза Лакатош (1890—1967) венг. Lakatos Géza                                                 | 29 августа 1944 | 16 октября 1944 | независимый с участием Партии венгерской жизни | Лакатош     | [ 77 ]               |                      |

### Правительство национального единства (1944—1945)
Правительство национального единства (венг. Nemzeti Összefogás Kormánya), или диктатура Салаши — марионеточный режим, существовавший с 16 октября 1944 года по 28 марта 1945 года на оккупированной нацистской Германией территории Королевства Венгрия. Используемое в историографии название Венгерское государство (венг. Magyar Állam) для этого периода является условным термином, поскольку юридически страна оставалась королевством. При этом 27 октября 1944 года парламент одобрил объединение постов королевского регента и главы правительства, после чего глава режима Ференц Салаши 4 ноября 1944 года был приведён к присяге как «Национальный лидер» (венг. Nemzetvezető). 16 ноября 1944 года его Партия скрещённых стрел — Венгерское движение объединилась с партнёрами по коалиции, де-факто создав однопартийную систему.
В ходе начавшейся 29 октября 1944 года Будапештской операции Красной Армии 26 декабря 1944 года было завершено окружение Будапешта, а 13 февраля 1945 года столица полностью перешла под контроль советских войск. 28 марта 1945 года Правительство национального единства, продолжавшее работу на контролируемых немцами территориях, формально было распущено, а его члены бежали в Германию.
|        | Портрет | Имя (годы жизни)                                     | Полномочия      | Полномочия    | Партия | Кабинет                              | Пр.           |
| Начало | Портрет | Имя (годы жизни)                                     | Окончание       |               | Партия | Кабинет                              | Пр.           |
| ------ | ------- | ---------------------------------------------------- | --------------- | ------------- | --- | ------------------------------------ | ------------- |
| 34     |         | майор Ференц Салаши (1897—1946) венг. Szálasi Ferenc | 16 октября 1944 | 28 марта 1945 | Партия скрещённых стрел — Венгерское движение в коалиции с Партией венгерской жизни, Национал-социалистической партией и Партией венгерского возрождения | Правительство национального единства | [ 79 ] [ 80 ] |

### Временное национальное правительство (1944—1945)
Временное национальное правительство было создано 22 декабря 1944 года в городе Дебрецен на территории восточной Венгрии, занятой Красной Армией, по решению Временного Национального собрания, избранного в ноябре 1944 года (позже проходили довыборы). Состав правительства фактически был определён межпартийным соглашением, одобренным в Москве представителями партий Фронта национальной независимости Венгрии (созданного 2 декабря 1944 года на основе Венгерского фронта, образованного 19 марта 1944 года).
13 февраля 1945 года Временное национальное правительство начало работать в занятом советскими войсками Будапеште. 4 ноября 1945 года были проведены первые послевоенные выборы, позволившие сформировать конституционное правительство.
|        | Портрет | Имя (годы жизни)                                                    | Полномочия      | Полномочия     | Партия | Выборы | Кабинет                              | Пр.    |
| Начало | Портрет | Имя (годы жизни)                                                    | Окончание       |                | Партия | Выборы | Кабинет                              | Пр.    |
| ------ | ------- | ------------------------------------------------------------------- | --------------- | -------------- | --- | ------ | ------------------------------------ | ------ |
| 35     |         | генерал-полковник, витязь Бела Миклош (1890—1948) венг. Miklós Béla | 22 декабря 1944 | 15 ноября 1945 | независимый с участием Венгерской коммунистической партии, Социал-демократической партии Венгрии, Независимой партии мелких хозяев, аграрных рабочих и граждан, Национально-крестьянской партии и Гражданской демократической партии | 1944   | Временное национальное правительство | [ 81 ] |

### Последнее королевское правительство (1945—1946)
15 ноября 1945 года коалицией Фронта национальной независимости Венгрии было сформировано правительство, ставшее последним, формально являвшимся правительством Королевства Венгрия.
1 февраля 1946 года Национальным собранием была провозглашена Венгерская Республика (венг. Magyar Köztársaság), а премьер-министр Золтан Тилди избран её президентом.
|        | Портрет | Имя (годы жизни)                            | Полномочия     | Полномочия     | Партия | Выборы | Кабинет | Пр.           |
| Начало | Портрет | Имя (годы жизни)                            | Окончание      |                | Партия | Выборы | Кабинет | Пр.           |
| ------ | ------- | ------------------------------------------- | -------------- | -------------- | --- | ------ | ------- | ------------- |
| 36     |         | Золтан Тилди (1889—1961) венг. Tildy Zoltán | 15 ноября 1945 | 1 февраля 1946 | Независимая партия мелких хозяев, аграрных рабочих и граждан в коалиции с Венгерской коммунистической партией, Социал-демократической партией Венгрии и Национально-крестьянской партией | 1945   | Тилди   | [ 82 ] [ 83 ] |

## Вторая Венгерская Республика (1946—1949)
Венгерская Республика (венг. Magyar Köztársaság), именуемая в историографии как Вторая Венгерская Республика была провозглашена 1 февраля 1946 года Национальным собранием, премьер-министр Золтан Тилди был избран её президентом.
Первый глава республиканского правительства Ференц Надь был вынужден уйти в отставку, находясь с 13 мая 1947 года в отпуске в Швейцарии. После лишения избирательных прав значительного числа «неблагонадёжных граждан» (обвинённых в сотрудничестве с салашистами) на прошедших 31 августа 1947 года выборах победу одержал «левый блок», возглавляемый коммунистами. После их объединения с социал-демократами в Венгерскую партию трудящихся (образованную 14 июня 1948 года), они получили конституционное большинство, позволившее принять 20 августа 1949 года конституцию, установившую в Венгрии однопартийную систему и провозгласившую Венгерскую Народную Республику.
|        | Портрет | Имя (годы жизни)                                                                              | Полномочия      | Полномочия      | Партия | Выборы  | Кабинет       | Пр.           |
| Начало | Портрет | Имя (годы жизни)                                                                              | Окончание       |                 | Партия | Выборы  | Кабинет       | Пр.           |
| ------ | ------- | --------------------------------------------------------------------------------------------- | --------------- | --------------- | --- | ------- | ------------- | ------------- |
| и. о.  |         | Матьяш Ракоши (1892—1971) венг. Rákosi Mátyás урожд. Матьяш Розенфельд венг. Rosenfeld Mátyás | 1 февраля 1946  | 4 февраля 1946  | Венгерская коммунистическая партия в коалиции с Независимой партией мелких хозяев, аграрных рабочих и граждан, Социал-демократической партией Венгрии и Национально-крестьянской партией                                                                             |         | Тилди         | [ 84 ] [ 85 ] |
| 37     |         | Ференц Надь (1903—1979) венг. Nagy Ferenc                                                     | 4 февраля 1946  | 1 июня 1947     | Независимая партия мелких хозяев, аграрных рабочих и граждан в коалиции с Венгерской коммунистической партией, Социал-демократической партией Венгрии и Национально-крестьянской партией                                                                             | Ф. Надь | [ 86 ] [ 87 ] |               |
| и. о.  |         | Матьяш Ракоши (1892—1971) венг. Rákosi Mátyás урожд. Матьяш Розенфельд венг. Rosenfeld Mátyás | 13 мая 1947     | 1 июня 1947     | Венгерская коммунистическая партия в коалиции с Независимой партией мелких хозяев, аграрных рабочих и граждан, Социал-демократической партией Венгрии и Национально-крестьянской партией                                                                             | Ф. Надь | [ 84 ] [ 85 ] |               |
| 38     |         | Лайош Диньеш (1901—1961) венг. Dinnyés Lajos                                                  | 1 июня 1947     | 10 декабря 1948 | Независимая партия мелких хозяев, аграрных рабочих и граждан в коалиции с Национально-крестьянской партией, а также с Венгерской коммунистической партией и Социал-демократической партией Венгрии, объединившимися 14 июня 1948 года в Венгерскую партию трудящихся | 1947    | Диньеш        | [ 88 ]        |
| 39     |         | Иштван Доби (1898—1968) венг. Dobi István                                                     | 10 декабря 1948 | 20 августа 1949 | Независимая партия мелких хозяев, аграрных рабочих и граждан в коалиции с Венгерской партией трудящихся | 1949    | Доби          | [ 89 ] [ 90 ] |

## Венгерская Народная Республика (1949—1989)
Венгерская Народная Республика (венг. Magyar Népköztársaság) была провозглашена принятой 20 августа 1949 года конституцией, установившей в Венгрии однопартийную систему. Действующее в этот момент Правительство Иштвана Доби в соответствии с новой конституцией было реформировано в Совет министров во главе с председателем (венг. Minisztertanácsának elnöke), полностью сохранив состав, при этом входящие в него члены самораспустившейся Независимой партии мелких хозяев, аграрных рабочих и граждан, включая председателя Совета министров, продолжили работу как независимые политики.
24 октября 1956 года, после начала Венгерского восстания, правительство возглавил Имре Надь. 27 октября 1956 года он провёл реорганизацию кабинета, включив в него бывших лидеров Независимой партии мелких хозяев, аграрных рабочих и граждан. 30 октября 1956 года была восстановлена многопартийная система. В тот же день по инициативе Имре Надя была распущена Венгерская партия трудящихся, а 1 ноября 1956 года на основе её партийных структур официально создана Венгерская социалистическая рабочая партия (ВСРП) и избран Временный исполком ВСРП во главе с Яношем Кадаром, но с преобладанием сторонников Имре Надя, который 2 ноября 1956 года сформировал новое правительство из представителей ВСРП и воссозданных Независимой партии мелких хозяев, аграрных рабочих и граждан, Социал-демократической партии Венгрии и партией Петёфи (венг. Petőfi Párt, под таким названием была возрождена Национально-крестьянская партия). В противовес Временному исполкому 4 ноября 1956 года Янош Кадар создал Временный Центральный комитет ВСРП и объявил по радио о формировании Революционного рабоче-крестьянского правительства Венгрии (венг. Magyar forradalmi munkás-paraszt kormány), которое сам и возглавил. В тот же день в Будапешт вошла Советская армия и члены правительства Имре Надя были арестованы или укрылись в посольстве Югославии. Принятие присяги в Национальном собрании правительством Яноша Кадара состоялось 12 ноября 1956 года.
Летом 1989 года в Венгрии был организован Круглый стол с участием оппозиции, принявший решение по будущему изменению конституции и назначению многопартийных выборов на март 1990 года. 7 октября 1989 года на XIV съезде Венгерская социалистическая рабочая партия была преобразована в Венгерскую социалистическую партию, перейдя на позиции социал-демократии. Парламент на прошедшей с 16 по 20 октября сессии принял закон, предусматривающий многопартийные парламентские выборы и прямые президентские выборы. 23 октября 1989 года был принят конституционный акт, изменивший название страны на «Венгерская Республика».
|             | Портрет        | Имя (годы жизни)                                                                              | Полномочия       | Полномочия | Партия                                                                   | Выборы       | Кабинет         | Пр.             |
| Начало      | Портрет        | Имя (годы жизни)                                                                              | Окончание        | | Партия                                                                   | Выборы       | Кабинет         | Пр.             |
| ----------- | -------------- | --------------------------------------------------------------------------------------------- | ---------------- | --- | ------------------------------------------------------------------------ | ------------ | --------------- | --------------- |
| (39)        |                | Иштван Доби (1898—1968) венг. Dobi István                                                     | 20 августа 1949  | 14 августа 1952 | независимый с участием Венгерской партии трудящихся                      |              | Доби            | [ 89 ] [ 90 ]   |
| 40          |                | Матьяш Ракоши (1892—1971) венг. Rákosi Mátyás урожд. Матьяш Розенфельд венг. Rosenfeld Mátyás | 14 августа 1952  | 4 июля 1953 | Венгерская партия трудящихся                                             | Ракоши       | [ 84 ] [ 85 ]   |                 |
| 41 (I)      |                | Имре Надь (1896—1958) венг. Nagy Imre                                                         | 4 июля 1953      | 18 апреля 1955 | Венгерская партия трудящихся                                             | 1953         | И. Надь (I)     | [ 94 ] [ 95 ]   |
| 42          |                | Андраш Хегедюш (1922—1999) венг. Hegedüs András                                               | 18 апреля 1955   | 24 октября 1956 | Венгерская партия трудящихся                                             | 1953         | Хегедюш         | [ 96 ] [ 97 ]   |
| 41 (II—III) |                | Имре Надь (1896—1958) венг. Nagy Imre                                                         | 24 октября 1956  | 2 ноября 1956 | Венгерская партия трудящихся →Венгерская социалистическая рабочая партия | 1953         | И. Надь (II)    | [ 94 ] [ 95 ]   |
|             |                | Имре Надь (1896—1958) венг. Nagy Imre                                                         | 24 октября 1956  | 2 ноября 1956 | Венгерская партия трудящихся →Венгерская социалистическая рабочая партия | 1953         | И. Надь (II)    | [ 94 ] [ 95 ]   |
|             | 2 ноября 1956  | Имре Надь (1896—1958) венг. Nagy Imre                                                         | 4 ноября 1956    | Венгерская социалистическая рабочая партия в коалиции с Независимой партией мелких хозяев, аграрных рабочих и граждан, Социал-демократической партией Венгрии и партией Петёфи | И. Надь (III)                                                            | 1953         |                 | [ 94 ] [ 95 ]   |
| 43 (I)      |                | Янош Кадар (1912—1989) венг. Kádár János                                                      | 4 ноября 1956    | 28 января 1958 | Венгерская социалистическая рабочая партия                               | [ комм. 60 ] | Кадар (I)       | [ 98 ] [ 99 ]   |
| 44          |                | Ференц Мюнних (1886—1967) венг. Münnich Ferenc                                                | 28 января 1958   | 15 сентября 1961 | Венгерская социалистическая рабочая партия                               | 1958         | Мюнних          | [ 100 ] [ 101 ] |
| 43 (II)     |                | Янош Кадар (1912—1989) венг. Kádár János                                                      | 15 сентября 1961 | 30 июня 1965 | Венгерская социалистическая рабочая партия                               | 1958         | Кадар (II)      | [ 98 ] [ 99 ]   |
| 43 (II)     | 1958           | Янош Кадар (1912—1989) венг. Kádár János                                                      | 15 сентября 1961 | 30 июня 1965 | Венгерская социалистическая рабочая партия                               |              | Кадар (II)      | [ 98 ] [ 99 ]   |
| 45          |                | Дьюла Каллаи (1910—1996) венг. Kállai Gyula                                                   | 30 июня 1965     | 14 апреля 1967 | Венгерская социалистическая рабочая партия                               | Каллаи       | [ 102 ] [ 103 ] |                 |
| 46          |                | Йенё Фок (1916—2001) венг. Fock Jenő                                                          | 14 апреля 1967   | 15 мая 1975 | Венгерская социалистическая рабочая партия                               | 1967         | Фок             | [ 104 ] [ 105 ] |
| 46          | 1971           | Йенё Фок (1916—2001) венг. Fock Jenő                                                          | 14 апреля 1967   | 15 мая 1975 | Венгерская социалистическая рабочая партия                               |              | Фок             | [ 104 ] [ 105 ] |
| 47          |                | Дьёрдь Лазар (1924—2014) венг. Lázár György                                                   | 15 мая 1975      | 25 июня 1987 | Венгерская социалистическая рабочая партия                               | 1975         | Лазар           | [ 106 ] [ 107 ] |
| 47          | 1980           | Дьёрдь Лазар (1924—2014) венг. Lázár György                                                   | 15 мая 1975      | 25 июня 1987 | Венгерская социалистическая рабочая партия                               |              | Лазар           | [ 106 ] [ 107 ] |
| 47          | 1985           | Дьёрдь Лазар (1924—2014) венг. Lázár György                                                   | 15 мая 1975      | 25 июня 1987 | Венгерская социалистическая рабочая партия                               |              | Лазар           | [ 106 ] [ 107 ] |
| 48          |                | Карой Грос (1930—1996) венг. Grósz Károly                                                     | 25 июня 1987     | 24 ноября 1988 | Венгерская социалистическая рабочая партия                               | Грос         | [ 108 ] [ 109 ] |                 |
| 49          |                | Миклош Немет (1948—) венг. Németh Miklós                                                      | 24 ноября 1988   | 7 октября 1989 | Венгерская социалистическая рабочая партия                               | Немет        | [ 110 ] [ 111 ] |                 |
|             | 7 октября 1989 | Миклош Немет (1948—) венг. Németh Miklós                                                      | 23 октября 1989  | Венгерская социалистическая партия |                                                                          | Немет        | [ 110 ] [ 111 ] |                 |

## Третья Венгерская Республика (с 1989)
23 октября 1989 года был принят конституционный акт, изменивший название страны на Венгерская Республика (венг. Magyar Köztársaság) и восстановивший многопартийную систему. Первые многопартийные выборы были проведены в 2 тура — 25 марта и 8 апреля 1990 года.
1 января 2012 года вступила в силу новая Конституция Венгрии, установившая новое официальное название страны — Венгрия (венг. Magyarország).
Пост главы правительства Венгрии с 1990 года стал именоваться премьер-министр (венг. Miniszterelnök).
|           | Портрет         | Имя (годы жизни)                               | Полномочия       | Полномочия | Партия | Выборы                                                    | Кабинет      | Пр.             |
| Начало    | Портрет         | Имя (годы жизни)                               | Окончание        | | Партия | Выборы                                                    | Кабинет      | Пр.             |
| --------- | --------------- | ---------------------------------------------- | ---------------- | --- | --- | --------------------------------------------------------- | ------------ | --------------- |
| (49)      |                 | Миклош Немет (1948—) венг. Németh Miklós       | 23 октября 1989  | 23 мая 1990 | Венгерская социалистическая партия |                                                           | Немет        | [ 110 ] [ 111 ] |
| 50        |                 | Йожеф Анталл (1932—1993) венг. Antall József   | 23 мая 1990      | 24 февраля 1992 | Венгерский демократический форум в коалиции с Независимой партией мелких хозяев, аграрных рабочих и граждан и Христианско-демократической народной партией | 1990                                                      | Анталл       | [ 112 ] [ 113 ] |
| 50        | 24 февраля 1992 | Йожеф Анталл (1932—1993) венг. Antall József   | 12 декабря 1993  | Венгерский демократический форум в коалиции с Объединённой исторической партией мелких хозяев и граждан и Христианско-демократической народной партией | | 1990                                                      | Анталл       | [ 112 ] [ 113 ] |
| и. о.     |                 | Петер Борош (1928—) венг. Boross Péter         | 12 декабря 1993  | Венгерский демократический форум в коалиции с Объединённой исторической партией мелких хозяев и граждан и Христианско-демократической народной партией | 21 декабря 1993 | 1990                                                      | Анталл       | [ 114 ]         |
| 51        | 21 декабря 1993 | Петер Борош (1928—) венг. Boross Péter         | 15 июля 1994     | Венгерский демократический форум в коалиции с Объединённой исторической партией мелких хозяев и граждан и Христианско-демократической народной партией | Борош | 1990                                                      |              | [ 114 ]         |
| 52        |                 | Дьюла Хорн (1932—2013) венг. Horn Gyula        | 15 июля 1994     | 6 июля 1998 | Венгерская социалистическая партия в коалиции с Альянсом свободных демократов — Венгерской либеральной партией                                             | 1994                                                      | Хорн         | [ 115 ] [ 116 ] |
| 53 (I)    |                 | Виктор Орбан (1963—) венг. Orbán Viktor        | 6 июля 1998      | 27 мая 2002 | Фидес — Венгерская гражданская партия в коалиции с Венгерским демократическим форумом и Независимой партией мелких хозяев, аграрных рабочих и граждан      | 1998                                                      | Орбан (I)    | [ 117 ] [ 118 ] |
| 54        |                 | Петер Медьеши (1942—) венг. Medgyessy Péter    | 27 мая 2002      | 29 сентября 2004 | независимый с участием Венгерской социалистической партии и Альянса свободных демократов — Венгерской либеральной партии                                   | 2002                                                      | Медьеши      | [ 119 ]         |
| 55 (I—II) |                 | Ференц Дьюрчань (1961—) венг. Gyurcsány Ferenc | 29 сентября 2004 | 9 июня 2006 | Венгерская социалистическая партия в коалиции с Альянсом свободных демократов — Венгерской либеральной партией                                             | 2002                                                      | Дьюрчань (I) | [ 120 ]         |
| 55 (I—II) | 9 июня 2006     | Ференц Дьюрчань (1961—) венг. Gyurcsány Ferenc | 14 апреля 2009   | Венгерская социалистическая партия до 20 апреля 2008 года в коалиции с Альянсом свободных демократов — Венгерской либеральной партией                  | 2006 | Дьюрчань (II)                                             |              | [ 120 ]         |
| 56        |                 | Гордон Байнаи (1968—) венг. Bajnai Gordon      | 14 апреля 2009   | 29 мая 2010 | 2006 | независимый с участием Венгерской социалистической партии | Байнаи       | [ 121 ]         |
| 53 (II—V) |                 | Виктор Орбан (1963—) венг. Orbán Viktor        | 29 мая 2010      | 10 мая 2014 | Фидес — Венгерский гражданский союз в коалиции с Христианско-демократической народной партией                                                              | 2010                                                      | Орбан (II)   | [ 117 ] [ 118 ] |
| 53 (II—V) | 10 мая 2014     | Виктор Орбан (1963—) венг. Orbán Viktor        | 10 мая 2018      | 2014 | Фидес — Венгерский гражданский союз в коалиции с Христианско-демократической народной партией                                                              | Орбан (III)                                               |              | [ 117 ] [ 118 ] |
| 53 (II—V) | 10 мая 2018     | Виктор Орбан (1963—) венг. Orbán Viktor        | 24 мая 2022      | 2018 | Фидес — Венгерский гражданский союз в коалиции с Христианско-демократической народной партией                                                              | Орбан (IV)                                                |              | [ 117 ] [ 118 ] |
| 53 (II—V) | 24 мая 2022     | Виктор Орбан (1963—) венг. Orbán Viktor        | действующий      | 2022 | Фидес — Венгерский гражданский союз в коалиции с Христианско-демократической народной партией                                                              | Орбан (V)                                                 |              | [ 117 ] [ 118 ] |

### Комментарии
1. ↑  венг. Batthyányi németújvári gróf
2. ↑  Назначен королём Фердинандом V в противовес венгерским революционным властям; кабинет не сформировал.
3. ↑  венг. Récsei báró
4. 1 2  Провозглашение независимости Венгрии.
5. ↑  Продолжение полномочий Лайоша Кошута.
6. ↑  Выходец из ципзерских немцев.
7. ↑  В составе коалиций не указаны представители хорватских политических партий, занимавшие посты министров без портфеля по делам Хорватии, Славонии и Далмации (венг. Horvát–dalmát–szlavón tárca nélküli miniszter, сербохорв. Hrvatsko-slavonsko-dalmatinski ministar bez lisnice).
8. ↑  венг. Andrássy csíkszentkirályi és krasznahorkai gróf
9. ↑  венг. Lónyay nagylónyai és vásárosnaményi gróf
10. ↑  венг. okányi és érkenézi Szlávy
11. ↑  венг. sárosfai és nádasdi Bittó
12. ↑  венг. Wenckheimi báró
13. ↑  Либеральная партия создана в 1875 году объединением Партии Деака и Партии левого центра[венг.].
14. ↑  венг. borosjenői és szegedi Tisza
15. ↑  Szapári, muraszombati és szécsiszigeti gróf
16. ↑  Bánffy losonczi báró
17. ↑  dukai és szentgyörgyvölgyi Széll
18. 1 2  Khuen-Héderváry hédervári gróf
19. 1 2  Tisza borosjenői és szegedi gróf
20. ↑  Fejérváry komlóskeresztesi báró
21. ↑  erzsébetvárosi Lukács
22. ↑  Esterházy galanthai és fraknói gróf
23. ↑  Конституционная партия 48-го года была образована 25 января 1918 года путём объединения Национальной конституционной партии с тремя другими партиями, поддерживающими идеи конституций 1848 года.
24. ↑  Коалиция третьего правительства Шандора Векерле являлась основой при формировании несостоявшегося правительства Яноша Хадика.
25. ↑  Hadik futaki gróf
26. 1 2 3 4  Károlyi nagykárolyi gróf
27. 1 2 3 4  Провозглашение Венгерской Народной Республики.
28. ↑  Продолжение полномочий правительства Милоша Каройи.
29. ↑  Ушёл в отставку в связи со вступлением в должность избранного президента Венгерской Народной Республики.
30. ↑  Венгерская социалистическая партия на съезде, состоявшемся 12—13 июня 1919 года, была переименована в Венгерскую социалистическую-коммунистическую рабочую партию (венг. Szocialista-Kommunista Munkások Magyarországi Pártja).
31. ↑  Антал Довчак после избрания заместителем председателя Революционного Совета управляющих де-факто руководил правительством при номинальном председателе Шандоре Гарбаи.
32. ↑  Социал-демократическая партия Венгрии была воссоздана после побега 2 августа 1919 года в Австрию или перехода на нелегальное положение коммунистических лидеров Венгерской социалистической-коммунистической рабочей партии[венг.].
33. ↑  Христианская национальная партия была создана 30 августа 1919 года премьер-министром Иштваном Фридрихом.
34. ↑  Партия христианского национального единства была создана 25 октября 1919 года путём объединения Христианской национальной партии[венг.] с Христианско-социальной экономической партией[венг.].
35. 1 2  Восстановление монархии в Венгрии.
36. ↑  Продолжение полномочий Кароя Хусара.
37. 1 2  Teleki széki gróf
38. ↑  Bethlen bethleni gróf
39. ↑  Христианская партия мелких хозяев, аграрных рабочих и граждан (венг. Keresztény-Keresztyén Földmíves-, Kisgazda- és Polgári Párt), более известная как Объединённая партия, была создана 2 февраля 1922 года объединением Партии христианского национального единства[венг.] и Национальной партии мелких хозяев и аграрных рабочих[венг.]
40. ↑  Христианская партия мелких хозяев, аграрных рабочих и граждан более известна как Объединённая партия.
41. ↑  Gömbös jákfai vitéz
42. 1 2  Скончался на посту премьер-министра.
43. ↑  Христианская партия мелких хозяев, аграрных рабочих и граждан была переименована в Партию национального единства (венг. Nemzeti Egység Pártja) 27 октября 1932 года.
44. ↑  pusztaszentgyörgy és tetétleni Darányi
45. ↑  Imrédy ómoravicazi vitéz
46. ↑  Партия национального единства была переименована в Партию венгерской жизни (венг. Magyar Élet Pártja) 2 февраля 1939 года.
47. ↑  Покончил жизнь самоубийством, выразив в предсмертной записке своё возмущение нарушением данных Югославии обязательств.
48. 1 2  Keresztes-Fischer vitéz
49. ↑  bárdosi Bárdossy
50. ↑  nagykállói Kállay
51. ↑  Lakatos csíkszentsimoni vitéz
52. ↑  16 ноября 1944 года коалиционные партии формально объединились с Партией скрещённых стрел — Венгерским движением.
53. ↑  Miklós dálnoki vitéz
54. ↑  Исполнял обязанности премьер-министра в период зарубежного отпуска Ференца Надя, закончившегося его вынужденной отставкой и эмиграцией.
55. ↑  Продолжение полномочий Иштвана Доби.
56. ↑  Независимая партия мелких хозяев, аграрных рабочих и граждан, руководителем которой являлся Иштван Доби, самораспустилась после вступления в силу конституции[англ.] Венгерской Народной Республики, установившей однопартийную систему, при этом Иштван Доби воздержался от вступления в правящую Венгерскую партию трудящихся.
57. ↑  Венгерская партия трудящихся была распущена 30 октября 1956 года по инициативе группы членов ЦК во главе с председателем Совета министров Имре Надем, Яношем Кадаром и Дьёрдем Лукачом.
58. ↑  Венгерская социалистическая рабочая партия была официально создана 1 ноября 1956 года на основе структур распущенной Венгерской партии трудящихся, а также создаваемых восставшими организаций т.н. «национально-коммунистической партии».
59. ↑  С вводом в Будапешт Советской армии члены правительства были арестованы или укрылись в посольстве Югославии. Президиум ВНР объявил о его роспуске 12 ноября, признав законным возглавляемое Яношем Кадаром Революционное рабоче-крестьянское правительство, в тот же день приведенное к присяге.
60. ↑  О создании Революционного рабоче-крестьянского правительства Венгрии в целях «подавления фашизма и реакции» Янош Кадар заявил в прозвучавшем в 5 часов 15 минут утра 4 ноября на волнах радио города Сольнок (фактическая трансляция шла из советского Ужгорода) обращении, призвав СССР оказать всемерную, в том числе военную, помощь, а венгерский народ — к активной поддержке своей политики и программы консолидации общества на принципах социализма и пролетарского интернационализма. Правительство Кадара было приведено к присяге 12 ноября.
61. 1 2  Изменение наименования страны на «Венгерская Республика».
62. ↑  Венгерская социалистическая рабочая партия (ВСРП) была преобразована в Венгерскую социалистическую партию 7 октября 1989 года на XIV съезде, перейдя на позиции социал-демократии; члены ВСРП не становились автоматически членами новой партии.
63. ↑  Продолжение полномочий Миклоша Немета.
64. ↑  Объединённая историческая партия мелких хозяев и граждан (венг. Egyesült Történelmi Kisgazda és Polgári Párt) была образована 24 февраля 1992 года из числа сохранивших участие в коалиции с Венгерским демократическим форумом членов покинувшей коалицию Независимой партии мелких хозяев, аграрных рабочих и граждан.
65. ↑  Фидес — Венгерская гражданская партия была переименована в Фидес — Венгерский гражданский союз в 2003 году.